# 葡萄牙龍屬
葡萄牙龍屬（屬名：Lusitanosaurus）意為“葡萄牙蜥蜴”，是種生存於早侏儸紀的原始恐龍。葡萄牙龍屬於裝甲亞目，可能是比腿龍還原始的物種。
葡萄牙龍的模式種是里阿斯葡萄牙龍（Lusitanosaurus liasicus），是在1957年由艾伯特·拉伯（Albert Lapparent）、與Zbyszewski所敘述、命名。屬名意為「盧西塔尼亞的蜥蜴」，盧西塔尼亞是該地區的古地名；種名則是以里阿斯群（Lias Group）為名。
正模標本是目前唯一的化石，是一個部份左上頜骨與七顆牙齒，被認為是疑名。由於化石的發現地點仍不確定，難以估計牠們的生存年代，可能發現於São Pedro de Moel，屬於侏儸紀早期的錫內穆階。如果屬實，葡萄牙龍將是葡萄牙所發現的最早恐龍化石。